# Eleição municipal de Porto Alegre em 2000
A eleição municipal de Porto Alegre em 2000 ocorreu em 1 de outubro de 2000, para a eleição de um prefeito, um vice-prefeito e mais 41 vereadores. 
O então prefeito era Raul Pont, do Partido dos Trabalhadores (PT) que terminaria seu mandato em 1 de janeiro de 2001. 
Dentre 11 candidaturas a prefeito de Porto Alegre, Tarso Genro, também do PT, foi eleito para o cargo no segundo turno, ocorrido em 29 de outubro de 2000. Governou a cidade pelo período de 1º de janeiro de 2001 a 4 de abril de 2002, quando renunciou ao Paço Municipal de Porto Alegre para concorrer ao cargo de governador nas eleições estaduais no Rio Grande do Sul em 2002.

## Resultado da eleição para prefeito

### Primeiro turno
| Candidatos a prefeito     | Candidatos a vice-prefeito   | Número | Coligação                                    | Votação | Percentual |
| ------------------------- | ---------------------------- | ------ | -------------------------------------------- | ------- | ---------- |
| Tarso Genro PT            | João Verle PT                | 13     | Frente Popular (PT, PSB, PCdoB, PCB)         | 381.117 | 48,72%     |
| Alceu Collares PDT        | Sônia Santos PTB             | 12     | União Trabalhista (PDT, PTB, PTN, PMN)       | 157.015 | 20,07%     |
| Yeda Crusius PSDB         | Guilherme Socias Villela PPB | 45     | Vamos Abraçar Porto Alegre (PSDB, PPB, PSDC) | 121.598 | 15,54%     |
| Germano Bonow PFL         | Frederico Barbosa PFL        | 25     | Aliança Liberal Cristã (PFL, PSC, PSL)       | 53.769  | 6,87%      |
| Cézar Busatto PMDB        | Iara Wortmann PMDB           | 15     | Porto Alegre é de Todos (PMDB, PL)           | 50.416  | 6,44%      |
| Nélson Vasconcelos PV     | Walter Oliveira PV           | 43     | —                                            | 8.380   | 1,07%      |
| Valter Nagelstein PPS     | Helena Biasotto PHS          | 23     | Frente Humanista Democrática (PPS, PHS, PAN) | 6.105   | 0,78%      |
| Julio Flores PSTU         | Joel Soares PSTU             | 16     | —                                            | 1.890   | 0,24%      |
| Luiz Carlos Martins PRONA | Antônio Furtado Maciel PRONA | 56     | —                                            | 1.463   | 0,19%      |
| Carlos Lacerda PRTB       | Adail Ribeiro PRTB           | 28     | Renova Porto Alegre (PRTB, PRN)              | 300     | 0,04%      |
| Guilherme Giordano PCO    | Jeferson Bossoni PCO         | 29     | —                                            | 224     | 0,03%      |

### Segundo turno
| Candidatos a prefeito | Candidatos a vice-prefeito | Número | Coligação                              | Votação | Percentual |
| --------------------- | -------------------------- | ------ | -------------------------------------- | ------- | ---------- |
| Tarso Genro PT        | João Verle PT              | 13     | Frente Popular (PT, PSB, PCdoB, PCB)   | 491.775 | 63,51%     |
| Alceu Collares PDT    | Sônia Santos PTB           | 12     | União Trabalhista (PDT, PTB, PTN, PMN) | 282.575 | 36,49%     |

## Candidatos à prefeitura
|  | Nº | Candidato(a) a prefeito | Candidato(a) a prefeito                                  | Candidato(a) a vice-prefeito | Candidato(a) a vice-prefeito                               | Coligação | Duração da propaganda eleitoral |
|  | -- | ----------------------- | -------------------------------------------------------- | ---------------------------- | ---------------------------------------------------------- | --- | ------------------------------- |
|  | 12 |                         | Alceu Collares (PDT) Alceu de Deus Collares              |                              | Sônia Santos (PTB) Sônia Mari Coelho Felippe dos Santos    | "União Trabalhista" - Partido Democrático Trabalhista (PDT) - Partido Trabalhista Brasileiro (PTB) - Partido Trabalhista Nacional (PTN) - Partido da Mobilização Nacional (PMN) | 3 minutos e 08 segundos         |
|  | 13 |                         | Tarso Genro (PT) Tarso Fernando Herz Genro               |                              | João Verle (PT) João Acir Verle                            | "Frente Popular" - Partido dos Trabalhadores (PT) - Partido Socialista Brasileiro (PSB) - Partido Comunista do Brasil (PCdoB) - Partido Comunista Brasileiro (PCB)              | 4 minutos e 09 segundos         |
|  | 15 |                         | Cézar Busatto (PMDB) Cézar Augusto Busatto               |                              | Iara Wortmann (PMDB) Iara Silvia Lucas Wortmann            | "Porto Alegre é de todos" - Partido do Movimento Democrático Brasileiro (PMDB) - Partido Liberal (PL)                                                                           | 4 minutos e 42 segundos         |
|  | 16 |                         | Julio Flores (PSTU) Julio Cezar Leirias Flores           |                              | Joel Soares (PSTU) Joel Orestes Brasil Soares              | Partido não coligado - Partido Socialista dos Trabalhadores Unificado (PSTU) | 54 segundos                     |
|  | 23 |                         | Valter Nagelstein (PPS) Valter Luis da Costa Nagelstein  |                              | Helena Biasotto (PHS) Helena Biasotto                      | "Frente Humanista Democrática" - Partido Popular Socialista (PPS) - Partido Humanista da Solidariedade (PHS) - Partido dos Aposentados da Nação (PAN)                           | 1 minuto e 07 segundos          |
|  | 25 |                         | Germano Bonow (PFL) Germano Mostardeiro Bonow            |                              | Frederico Barbosa (PFL) Frederico Otávio Domingues Barbosa | "Aliança Liberal Cristã" - Partido da Frente Liberal (PFL) - Partido Social Cristão (PSC) - Partido Social Liberal (PSL)                                                        | 5 minutos e 07 segundos         |
|  | 28 |                         | Carlos Lacerda (PRTB) Carlos Alberto Lacerda             |                              | Adail Ribeiro (PRTB) Adail Antunes Ribeiro                 | "Renova Porto Alegre" - Partido Renovador Trabalhista Brasileiro (PRTB) - Partido da Reconstrução Nacional (PRN)                                                                | 54 segundos                     |
|  | 29 |                         | Guilherme Giordano (PCO) Luís Guilherme Tarragô Giordano |                              | Jeferson Bossoni (PCO) Jeferson Bossoni Mendes             | Partido não coligado - Partido da Causa Operária (PCO) | 54 segundos                     |
|  | 43 |                         | Nélson Vasconcelos (PV) Nélson Carvalho Vasconcelos      |                              | Walter Oliveira (PV) Walter Ferreira de Oliveira           | Partido não coligado - Partido Verde (PV) | 56 segundos                     |
|  | 45 |                         | Yeda Crusius (PSDB) Yeda Rorato Crusius                  |                              | Guilherme Villela (PPB) Guilherme Socias Villela           | "Vamos abraçar Porto Alegre" - Partido da Social Democracia Brasileira (PSDB) - Partido Progressista Brasileiro (PPB) - Partido Social Democrata Cristão (PSDC)                 | 7 minutos e 11 segundos         |
|  | 56 |                         | Luiz Carlos Martins (PRONA) Luiz Carlos Olinto Martins   |                              | Furtado Maciel (PRONA) Antônio Furtado Maciel              | Partido não coligado - Partido da Reedificação da Ordem Nacional (PRONA) | 56 segundos                     |

## Resultado da eleição
| Candidato(a)                | Vice                    | 1º turno 1 de outubro de 2000 | 1º turno 1 de outubro de 2000 | 2º turno 29 de outubro de 2000 | 2º turno 29 de outubro de 2000 |
| Candidato(a)                | Vice                    | Total                         | Percentagem                   | Total                          | Percentagem                    |
| --------------------------- | ----------------------- | ----------------------------- | ----------------------------- | ------------------------------ | ------------------------------ |
| Tarso Genro (PT)            | João Verle (PT)         | 381.117                       | 48,72%                        | 491.775                        | 63,51%                         |
| Alceu Collares (PDT)        | Sônia Santos (PTB)      | 157.015                       | 20,07%                        | 282.575                        | 36,49%                         |
| Yeda Crusius (PSDB)         | Guilherme Villela (PPB) | 121.598                       | 15,54%                        | Não participaram               | Não participaram               |
| Germano Bonow (PFL)         | Frederico Barbosa (PFL) | 53.769                        | 6,87%                         | Não participaram               | Não participaram               |
| Cézar Busatto (PMDB)        | Iara Wortmann (PMDB)    | 50.416                        | 6,44%                         | Não participaram               | Não participaram               |
| Nélson Vasconcelos (PV)     | Walter Oliveira (PV)    | 8.380                         | 1,07%                         | Não participaram               | Não participaram               |
| Valter Nagelstein (PPS)     | Helena Biasotto (PHS)   | 6.105                         | 0,78%                         | Não participaram               | Não participaram               |
| Júlio Flores (PSTU)         | Joel Soares (PSTU)      | 1.890                         | 0,24%                         | Não participaram               | Não participaram               |
| Luiz Carlos Martins (PRONA) | Furtado Maciel (PRONA)  | 1.463                         | 0,19%                         | Não participaram               | Não participaram               |
| Carlos Lacerda (PRTB)       | Adail Ribeiro (PRTB)    | 300                           | 0,04%                         | Não participaram               | Não participaram               |
| Guilherme Giordano (PCO)    | Jeferson Bossoni (PCO)  | 224                           | 0,03%                         | Não participaram               | Não participaram               |
| Total de votos válidos      | Total de votos válidos  | 782.277                       | 100,00%                       | 774.350                        | 100,00%                        |
| Votos apurados              |                         |                               |                               |                                |                                |
| Votos válidos               | Votos válidos           | 782.277                       | 93,65%                        | 774.350                        | 93,87%                         |
| Votos em branco             | Votos em branco         | 30.528                        | 3,66%                         | 34.112                         | 4,14%                          |
| Votos nulos                 | Votos nulos             | 22.475                        | 2,69%                         | 16.440                         | 1,99%                          |
| Total de votos apurados     | Total de votos apurados | 835.280                       | 100,00%                       | 824.902                        | 100,00%                        |
| Eleitores                   |                         |                               |                               |                                |                                |
| Comparecimento              | Comparecimento          | 835.280                       | 87,30%                        | 824.902                        | 86,21%                         |
| Abstenções                  | Abstenções              | 121.531                       | 12,70%                        | 131.909                        | 13,79%                         |
| Total de inscritos          | Total de inscritos      | 956.811                       | 100,00%                       | 956.811                        | 100,00%                        |

| Partido | Partido | Candidato           | Votos   | Votos (%) |
| ------- | ------- | ------------------- | ------- | --------- |
|         | PT      | Tarso Genro         | 381 117 | 48,72%    |
|         | PDT     | Alceu Collares      | 157 015 | 20,07%    |
|         | PSDB    | Yeda Crusius        | 121 598 | 15,54%    |
|         | PFL     | Germano Bonow       | 53 769  | 6,87%     |
|         | PMDB    | Cézar Busatto       | 50 416  | 6,44%     |
|         | PV      | Nélson Vasconcelos  | 8 380   | 1,07%     |
|         | PPS     | Valter Nagelstein   | 6 105   | 0,78%     |
|         | PSTU    | Julio Flores        | 1 890   | 0,24%     |
|         | PRONA   | Luiz Carlos Martins | 1 463   | 0,19%     |
|         | PRTB    | Carlos Lacerda      | 300     | 0,04%     |
|         | PCO     | Guilherme Giordano  | 224     | 0,03%     |
| Totais  | Totais  | Totais              | 782 277 |           |

| Partido | Partido | Candidato      | Votos   | Votos (%) |
| ------- | ------- | -------------- | ------- | --------- |
|         | PT      | Tarso Genro    | 491 775 | 63,51%    |
|         | PDT     | Alceu Collares | 282 575 | 36,49%    |
| Totais  | Totais  | Totais         | 774 350 |           |